# Решнівка (Старокостянтинівська міська громада)
Решнівка — село в Україні, у Старокостянтинівській міській громаді Хмельницького району Хмельницької області. Населення становить 571 осіб. До 2020 орган місцевого самоврядування — Решнівецька сільська рада.

## Історія
Решнівка мальовничо розкинулась на пагорбах вздовж лівої притоки Случі Коритниці за 20 кілометрів від Старокостянтинова.
Вперше село згадується в історичних документах в 1583 році. Цю дату нам називає польський історик XIX ст. О. Яблоновський. Того року в Решнівці нараховувалось 7 димів, 4 городники, 3 підсусідки. На річці працював водяний млин на одне колесо. Село відносилось до Остропільської волості і належало князю Костянтину Острозькому.
Після поділу спадщини між синами Острозького Янушем та Олександром Решнівка, як і вся Остропільщина та Полонщина, відійшла Олександру. Потім власницею маєтку стала його дочка Софія, яка в 1613 році стала дружиною воєводи краківського Станіслава Любомирського. Село дісталось йому як посаг дружини. З тих пір і до 1780 року тут господарювали представники цієї аристократичної династії. Після 1649 року власником села був син Софії і Станіслава Яцек-Костянтин. В 1650 році йому належало в Острополі з дев'ятьма селами (поміж ними і Решнівка) 137 кріпаків, а в окрузі всього 953. Між 1655—1658 рр. на Остропільщині та в окружних волостях не було жодного диму
Після смерті бездітного Костянтина його маєтки перейшли до його брата Себастьяна Любомирського, а від нього до його сина Станіслава Іраклія. Наступним володарем Решнівки став його син Теодор Юзеф Костянтин, воєвода Краківський, одружений з Єлизаветою Каллєр-Камінг. Він всиновив її дітей Каспера та Анну. В 1745 році маєток переходить до Каспера.
Близько 1780 року Решнівка стала власністю генерала, старости копаніцького Калікста Лодзіо Понінського, який одружився з вдовою Каспера Барбарою Любомирською. Цей магнат, маючи розкішні резиденції в Новограді-Волинському та Полонному, розпочав будувати в Решнівці палац у вигляді середньовічного замку. Одночасно був закладений ландшафтний парк. Будівництво затягнулось, а 1817 року Калікст помер. Так як він був бездітним, то його племінники у 1818 році продали село з 328 кріпаками чоловічої статі власнику сусідніх Самчиків Петрові Чечелю, а він подарував його сину Ксаверію, який того ж року перевів до Решнівки частину кріпацьких сімей із своєї вотчини села Чечелювки Гайсинського повіту Подільської губернії. З 1823 до 1839 року власницею маєтку стала вдова Ксаверія Феліція Гіларівна Чечельова, до шлюбу Хойєцька. Їй в Решнівці згідно ревізії 1834 року належало 778 кріпаків обох статей. Вона продовжила будівництво палацу, розпочате Калікстом Понінським.
Дочка Ксаверія Гелена після смерті матері в 1839 році стала власницею Решнівки, Вербородинець, Берегелів, Семереньок, Стецьок, Прохорівки в Старокостянтинівському повіті. В 1842 році вона одружилась із Мечиславом Еразмовичем Прушинським герба Равич. Він мав чин надвірного радника. З 1841 по 1853 рік був предводителем дворянства Старокостянтинівського повіту, бо здобув гарну освіту, закінчивши із золотою медаллю престижний Кременецький ліцей та з відзнакою Варшавський університет. Окрім згаданих маєтків, подружжю в повіті належали Цеценівка, Заставки, Волиця Керекешина та Бражинці біля Полонного, а також власні будинки у Старокостянтинові, Києві, Варшаві і Кракові. Місцем проживання обрали Решнівку. Мали 5 дітей.
Найстарший син Броніслав (1844—1918) мав резиденцію в Решнівці. Другий син Едуард (1845—1911) мав маєток у Волиці Керекешиній. Третій син Ян (1848—1918) жив у Семереньках. Мав кінний завод: вирощував коней на продаж. Був завзятим колекціонером — за цікавими речами їздив навіть до Єгипту та Англії. Дочка Ксаверія (1843—1929), у шлюбі Хойєцька, мала маєток, як літню резиденцію, в Берегелях, але більше проживала в Києві. Найменша дочка Феліціана (1850 — ?) була одружена з Ахіллесом Брезою, жила в чоловіковому маєтку біля Острога.
Свято-Покровська церква в селі вже була в XVII столітті, бо в генеральній візиті від 6 жовтня 1764 року читаємо такий запис «…приходська Решнівецька церква …заснована в 1714 році. По руїнах люди почали звозити і старанням прихожан збудована без всякого фундуша». Якщо мова йде про руїни, то очевидно та давніша церква з певних причин зазнала руйнування. Храм, збудований в 1714 році, напевне знищила пожежа, бо вже в 1783 році прихожани з дозволу Остропільського декана Міхала Мокрицького збудували дерев'яну церкву на тому місці, де знаходиться сучасний храм. Будівля простояла двісті років, пережила революції, війни, аж поки не була зруйнована за розпорядженням Старокостянтинівського райкому комуністичної партії.
Прагнучи підпорядкувати своїй волі сільське духовенство, власник села надавав презенту, тобто рекомендаційний лист до єпископа про призначення священика, який одночасно звільнявся від деяких податків — двірського, бджільницької десятини, млинового, інвентарного. В ті часи обов'язковою умовою презенти було неухильне перебування священика в лоні греко-католицької церкви. Решнівецький церковний літопис 1894 року, посилаючись на давніші документи, називає священиків, призначених за презентою: Левицького Василя (1738—1743), Божкевича Андрія (1743—1780), Горського Андрія (1780—1810). Презента Теодора Любомирського від 12 вересня 1738 року дозволяла решнівецькому священику користуватись церковними землями, а також виставляти пасіку без жодної десятини, молоти десять вісьмаків на рік без брання мірок в решнівецькому млині і звільняла від усяких податків, які виконувала сільська громада. В ці часи до решнівецької церкви були приписані села Іршики та Малашівка. В 1764 році в Решнівці значилось прихожан-господарів — 60, в Іршиках — 40, в Малашівці — 20.
В адміністративному відношенні село до 1796 року відносилось до Остропільського ключа Лабунського повіту. З 1796 по 1810 рік — до Новоград Волинського повіту, а з 1810 — до Старокостянтинівського повіту. Після 1861 року Решнівка стала центром однойменної волості, до якої крім нашого села увійшли Іршики, Малашівка, Писарівка, Киселі, Половинники, Немирівка, Громівка, Сахнівці, Самчики, Степок, Ладиги, Лажева, Баглаї, Ємці. В різні часи кількість сіл у волості бувала різною. Зважаючи на перетворення села на центр волості, в північній частині села збудували в 1860-х роках будинок волосної управи, який зберігся до наших днів. Тривалий час після ліквідації волостей в 1923 році в цьому приміщенні була школа. Біля входу до будинку височів постамент в знак подяки імператору Олександру II за скасування кріпацтва.
В 1898 р. решнівецьким волосним старшиною був Кравчук Митрофан, а писарем Опанюк Яків. Цього року у волості нараховувалось 13 сіл, 1598 дворів, 12107 жителів. В 1913 р. волосним старшиною був Яснюк М., писарем — Грюнберг І. На цей час в селі діяв фельдшерський пункт, бакалійний магазин Штульмана Гершка Шимоновича та винна лавка № 285, кредитно-споживче товариство з 19 лютого 1911 року, насіннєве господарство поміщика Броніслава Мечиславовича Прушинського.
Початкова школа, як однокласне народне училище, в селі було відкрите в 1869 році. Тут навчались також діти і з сусідніх сіл. До 1912 року в Решнівці дітей навчав Роговецький Олексій Кирилович, а з 1912 р. — Павленко Семен Герасимович. У 1912—1915 рр. співів навчав дяк Бальмич Йосип Іванович, гімнастику викладав єфрейтор запасу Мех Уліян Лукіянович. Законоучителем були місцеві священики: Дубицький Анатолій Іванович (1869—1892 рр.), Дубицький Мілетій Анатолійович (1892—1910 рр.), Лібацький Іван Онисимович (1910—1917 рр.).
У 1823 році в селі проживало кріпаків близько 650 душ, в 1834 р. — 778 душ. В 1893 році в селі було дворів — 145, жителів — 876 чол., з них поляків 22 чол., євреїв 15 чол. В 1911 р. дворів 233, жителів — 1147 чол., крім того на хуторі «Решнівецький церковний ліс» був 1 двір і проживало 2 чол., на фермі «Валюнин» — 1 двір, жителів — 4, на фермі «Броніславівка» — 1 двір, жителів — 7 чол. В 1914 р. дворів 264, жителів — 1236 чол.
7 (20) листопада 1917 року, відповідно до.Третього Універсалу Української Центральної Ради, увійшло до складу Української Народної Республіки.
Під час організованого радянською владою Голодомору 1932—1933 років померло щонайменше 229 жителів села.
12 червня 2020 року, відповідно до розпорядження Кабінету Міністрів України № 727-р «Про визначення адміністративних центрів та затвердження територій територіальних громад Хмельницької області», увійшло до складу Старокостянтинівської міської громади.
19 липня 2020 року, після ліквідації Старокостянтинівського району, село увійшло до Хмельницького району.

## Галерея

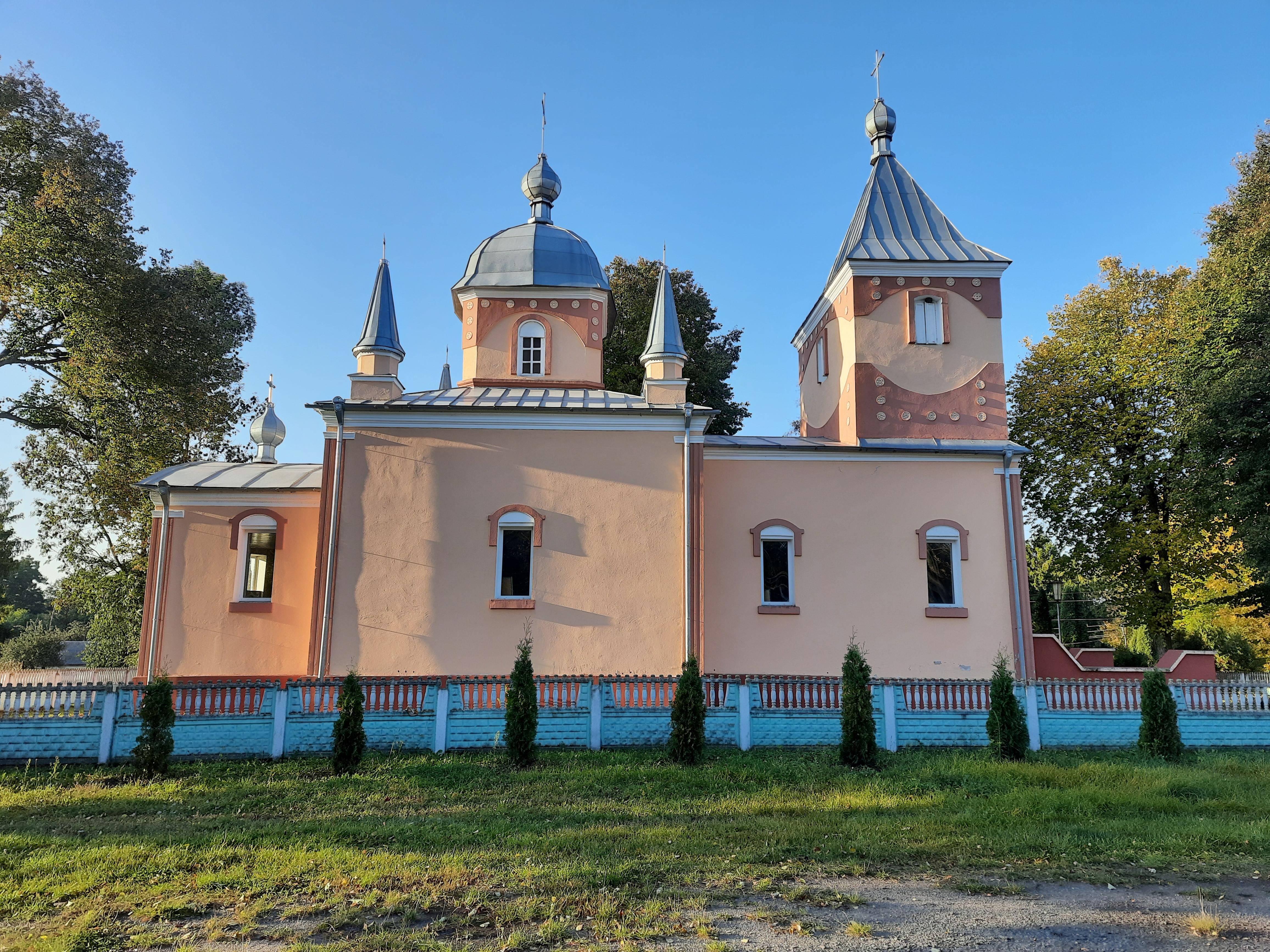
Покровська церква
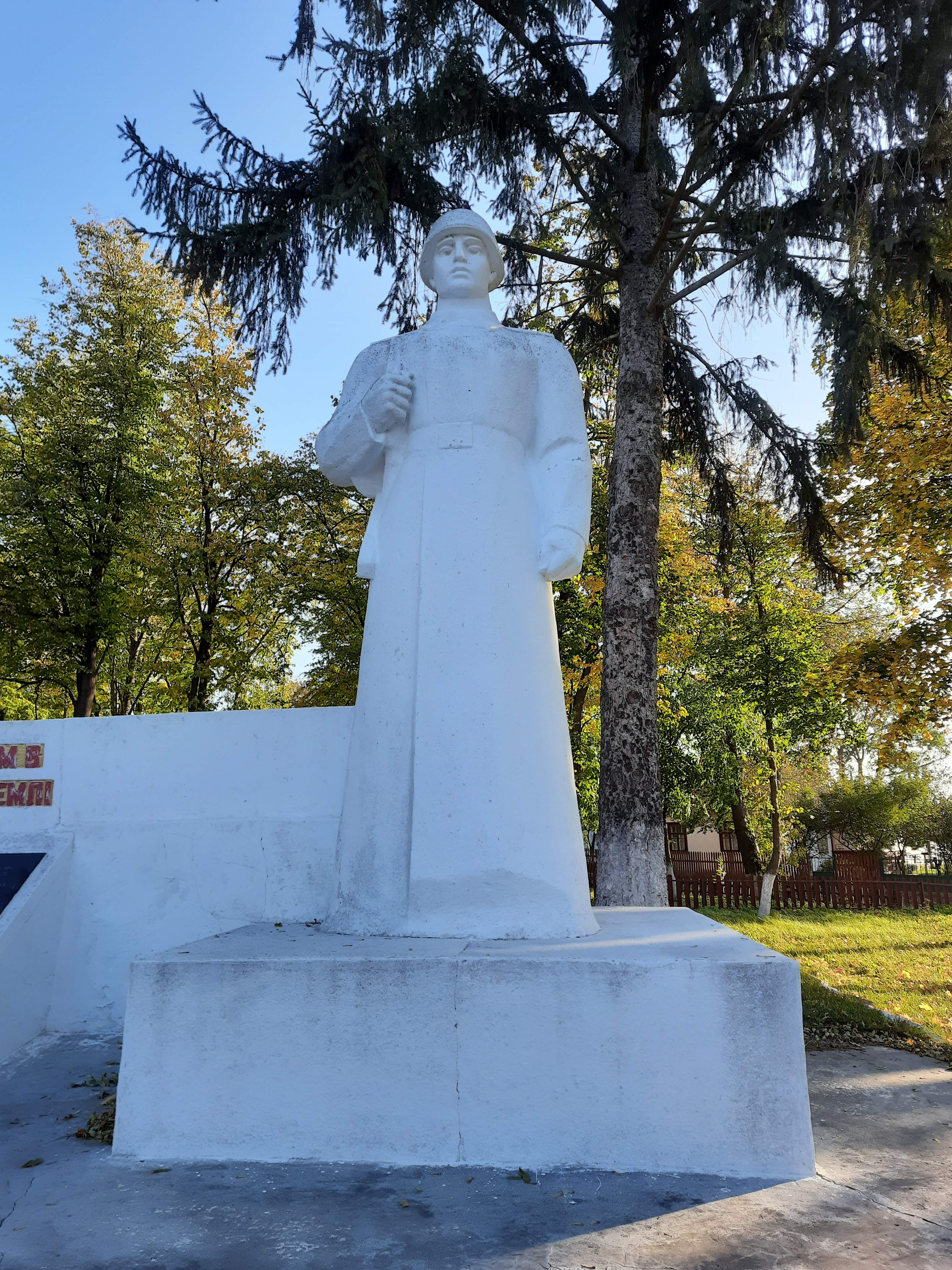
Пам'ятний знак на честь воїнів-односельців
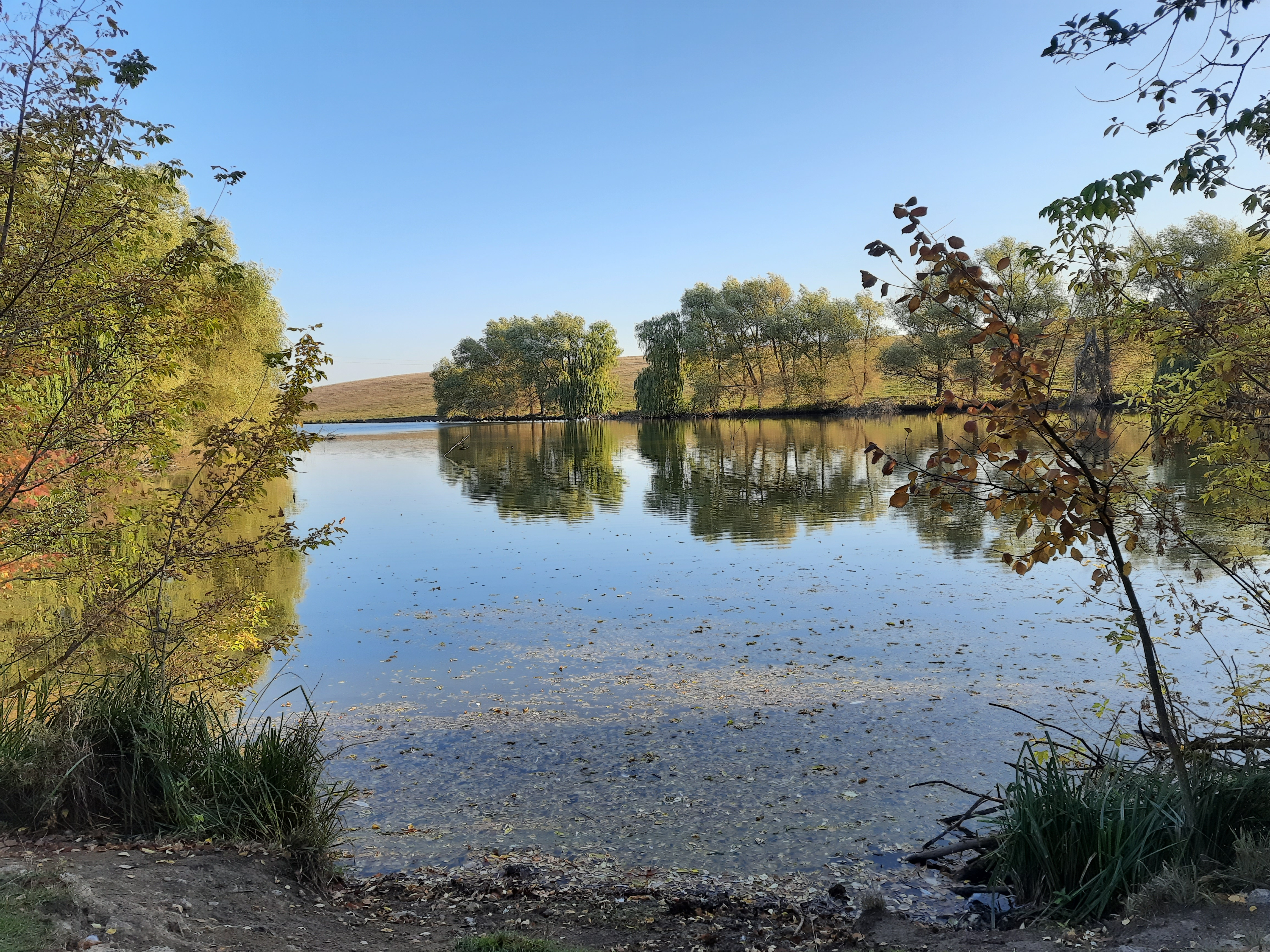
Став біля села